# Kościół Chrystusa Króla w Poznaniu
Kościół Chrystusa Króla w Poznaniu – rzymskokatolicki kościół w Poznaniu, znajdujący się przy ulicy Ostatniej 14 w części Poznania zwanej Górczynek (południowa część Górczyna). Stanowi świątynię parafialną dla parafii o tym samym tytule, prowadzonej przez zgromadzenie zakonne Oblatów Maryi Niepokalanej (OMI).

## Historia budowy
Powstanie świątyni parafialnej dla katolików jest związane z rozbudową części Poznania położonej na południe od linii kolejowej nr 3 w dzielnicach Górczyn, Świerczewo oraz Kopanina w dwudziestoleciu międzywojennym. W 1927 roku przy ul. Ostatniej osiedlili się zakonnicy ze zgromadzenia Oblatów Maryi Niepokalanej, którzy za zgodą prymasa Augusta Hlonda utworzyli dom zakonny. Kaplica zakonna została udostępniona do kultu dla okolicznych mieszkańców, wskutek czego w 1934 roku zaadaptowano budynek dawnej cegielni i przekształcono go w kaplicę publiczną. W 1938 roku erygowano parafię pw. Chrystusa Króla w Poznaniu, w której troska duszpasterska została powierzona oblatom. Rządcy parafii podjęli decyzję o budowie kościoła parafialnego. Plany budowy przerwał wybuch drugiej wojny światowej. Okupacyjne władze Poznania zamknęły kaplicę, zawiesiły działalność parafii, a w budynkach zakonnych zorganizowały zakład produkcji doniczek. Po zakończeniu wojny oblaci powrócili do Poznania i już w 1945 roku wznowili kult Boży w parafii. Dynamiczny rozwój osiedla i parafii był pretekstem do wznowienia planów budowy nowego kościoła, który byłby w stanie odpowiednio spełniać funkcje świątyni parafialnej. Po długoletnich staraniach w 1969 roku komunistyczne władze miasta Poznania wydały pozwolenie na kapitalny remont kaplicy. De facto jednak zakonnicy rozpoczęli budowę nowego kościoła. Projekt wykonał o. mgr inż. Alfons Kupka OMI. Bryła świątyni została starannie wkomponowana w jednorodzinną architekturę tej części miasta. W 1974 r. abp Antoni Baraniak, Metropolita Poznański, oficjalnie otworzył dla kultu kościół pw. Chrystusa Króla w Poznaniu. Niemniej jednak wciąż kontynuowano prace przy budowie i wyposażeniu wnętrza. Uroczystego poświęcenia kościoła dokonał Metropolita Poznański ks. abp Stanisław Gądecki dnia 26 października 2009 r.

## Architektura
Budynek kościoła stanowi prostopadłościan o wymiarach 23 m na 28 m i wysokości 13 m. W pobliżu postawiona została dzwonnica o wysokości 25 m. Początkowo elewacja pokryta została białym tynkiem szlachetnym, jakkolwiek trzecią część ścian stanowią witraże (frontowa oraz obie boczne). Pierwotnie również dach kościoła wieńczyła attyka wykonana z niebieskiego marglitu. W późniejszych latach wykonano termoizolację kościoła i pierwotną elewację zastąpiono tynkiem w dwóch odcieniach brązu. Wnętrze kościoła dostosowane zostało do współczesnych standardów liturgii Kościoła katolickiego. Wyposażenie cechuje prostota i skromność. Na głównej ścianie prezbiterium umieszczona została figura Chrystusa Króla (Chrystusa Błogosławiącego) na tle tarczy słonecznej oraz dwóch belek krzyżowych. Autorem rzeźby jest prof. Józef Petruk. W lewej części prezbiterium umieszczono figurę Matki Bożej Fatimskiej. Tabernakulum wykonano w formie kulistej z bogatą złotą ornamentyką o tematyce eucharystycznej. Ołtarz i ambona zostały wykonane w jednym stylu. Obok ołtarza umieszczono krzyż procesyjny. Na uwagę zasługuje również chrzcielnica zwieńczona brązową figurą św. Jana Chrzciciela zaprojektowana przez mgr inż. Małgorzatę Trochelepszą. Sufit kościoła wykończony został drewnem modrzewiowym. W kościele znajduje się również kaplica ku czci Bożego Miłosierdzia.  